# 福岡県医師信用組合

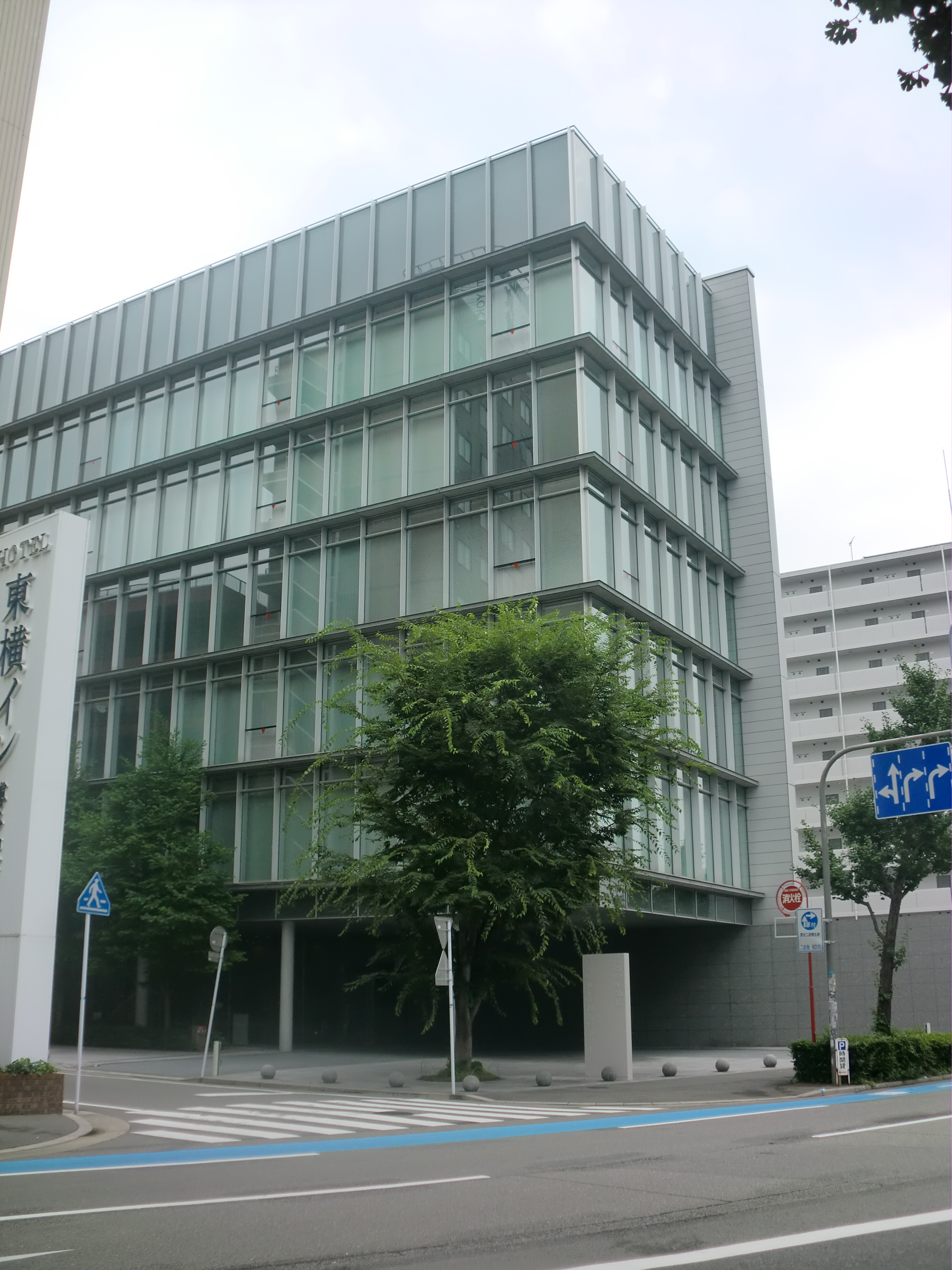
福岡県医師信用組合が入っている福岡県医師会館

福岡県医師信用組合（ふくおかけんいししんようくみあい）は、福岡県福岡市博多区に本店を置く信用組合。
福岡県内の医師や医療機関などを対象とした職域の信用組合である。

## 沿革
- 1954年8月 設立。